# كريستين باول (صحفية)
كريستين باول (بالإنجليزية: Christiane Paul)‏ هي صحفية أمريكية، ولدت في القرن العشرين.